# Санто Стефано Белбо
Санто Стефано Белбо (итал. Santo Stefano Belbo) је насеље у Италији у округу Кунео, региону Пијемонт.
Према процени из 2011. у насељу је живело 2899 становника. Насеље се налази на надморској висини од 174 м.

## Становништво
Према резултатима пописа становништва 2011. у општини је живело 4.055 становника.
| 1931. | 1936. | 1951. | 1961. | 1971. | 1981. | 1991. | 2001. | 2011. |
| ----- | ----- | ----- | ----- | ----- | ----- | ----- | ----- | ----- |
| 4.906 | 4.756 | 4.338 | 4.118 | 4.173 | 4.125 | 4.137 | 4.037 | 4.055 |